# Neohylomys hainanensis
El gimnuro de Hainan (Neohylomys hainanensis) es una especie de gimnuro de la familia de los erinaceidos. Es la única especie del género Neohylomys.

## Distribución geográfica y hábitat
Es endémica de los bosques de la isla de Hainan, China. Su hábitat natural son los bosques secos tropicales o subtropicales.

## Estado de conservación
Se encuentra amenazada por la pérdida de su hábitat natural.